# Gibel
|  | Aquest article tracta sobre el comú occità. Si cerqueu la localitat siriana, vegeu «Gabala». |

Gibel és un comú francès del departament de l'Alta Garona, a la regió Occitània. El nom Gibel vindria de l'àrab jabal (جبل) o djebel que designa un relleu que va des del turó fins a la serralada. Ho testimonia la monografia comunal elaborada pels mestres Dardier i Laporte l'any 1885. Segons ells, tal etimologia fa pensar que el poble va ser fundat durant l'ocupació sarraïna, cap al segle VIII.

## Demografia
| 1962                                       | 1968 | 1975 | 1982 | 1990 | 1999 | 2005 |
| ------------------------------------------ | ---- | ---- | ---- | ---- | ---- | ---- |
| 222                                        | 288  | 223  | 247  | 207  | 261  | 264  |
| Des de 1962: població sense dobles comptes |      |      |      |      |      |      |

## Administració
| Període   | Identitat       | Partit |
| --------- | --------------- | ------ |
| 1935-1942 | François Soulet |        |
| 1942-1944 | Gaston Seguier  |        |
| 1944-1945 | Louis Clément   |        |
| 1945-1982 | Marius Lautré   |        |
| 1982-1995 | Yves Lafore     |        |
| 1995-     | Jeanine Fontez  |        |